# Niphanda reter
Niphanda reter är en fjärilsart som beskrevs av Druce 1895. Niphanda reter ingår i släktet Niphanda och familjen juvelvingar. Inga underarter finns listade i Catalogue of Life.